# Bosko's Mechanical Man
Pour plus de détails, voir Fiche technique et Distribution.
Bosko's Mechanical Man est un dessin animé américain réalisé par Hugh Harman, produit par la Warner Bros. Pictures, dans la série des Bosko (Looney Tunes), sorti en 1933.
Il a été réalisé par Hugh Harman et produit par Hugh Harman et Rudolf Ising. De plus, Leon Schlesinger est crédité comme producteur associé.

## Fiche technique
- Titre original : Bosko's Mechanical Man
- Réalisation : Hugh Harman
- Producteurs : Hugh Harman, Rudolf Ising et Leon Schlesinger
- Musique : Frank Marsales
- Production : Leon Schlesinger Studios
- Distribution : Warner Bros. Pictures
- Durée : 6 minutes
- Format : noir et blanc - mono
- Langue : anglais
- Pays : États-Unis
- Date de sortie :  États-Unis : 29 juillet 1933
- Genre : Dessin-animé
- Licence : Domaine public[1]